# Sistemi direttivi subacquei

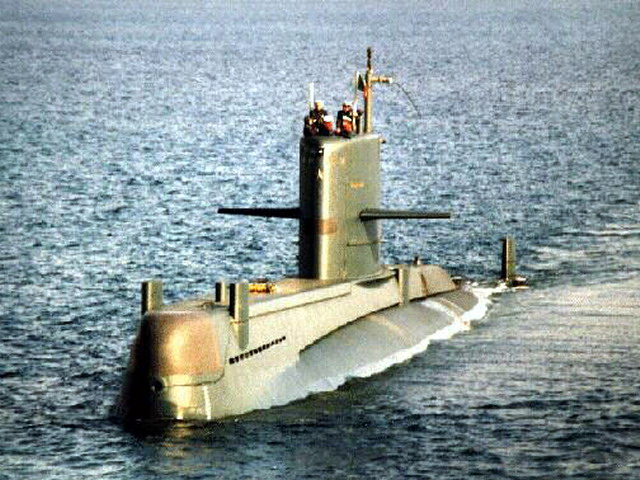
Sottomarino Sauro con sonar di navigazione.

I sistemi direttivi subacquei sono parte essenziale di un sonar  e sono indispensabili nella scoperta dei bersagli, hanno il compito di ricevere le onde acustiche emesse dai semoventi marini per trasformarle in deboli tensioni elettriche emergenti dalle tensioni dovute al rumore presente in mare; l'abbattimento delle tensioni dovute al rumore del mare rispetto alle tensioni dovute ai bersagli può essere, indicativamente ad esempio, nel rapporto lineare:
{\displaystyle {\tfrac {Tensioni\ dovute\ al\ bersaglio}{Tensioni\ dovute\ al\ rumore\ del\ mare}}\approx 20}
Il rapporto rappresenta il guadagno del sistema direttivo, detto anche guadagno di cortina.

## I sistemi direttivi nei sottomarini
Generalmente un sistema direttivo subacqueo è costituito da un insieme di sensori (Idrofoni) disposti opportunamente nello scafo di un sottomarino come componente primaria del sonar installato sul battello.
I sistemi direttivi subacquei sono indispensabili nella localizzazione dei bersagli individuati dal sonar.
L'insieme dei sensori fissati sullo scafo resistente sono indicati come base idrofonica.

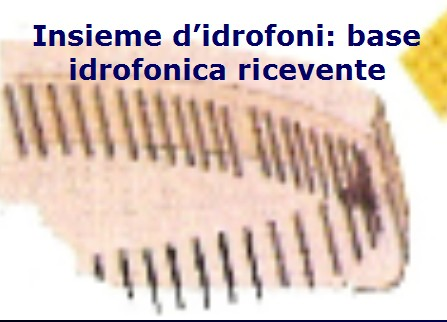
Prospetto di una base idrofonica conforme

Se i sensori sono disposti a babordo, a tribordo ed a prua del sottomarino,   questa geometria convessa è denominata base conforme.
I sensori per la base idrofonica sono più propriamente indicati come stecche idrofoniche,

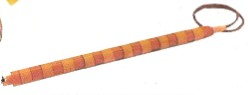
Stecca idrofonica

Le dimensioni della base conforme evidenziano la notevole differenza tra la lunghezza, dipendente dal numero delle stecche idrofoniche e l'altezza della stesse, ciò porta ad un sistema direttivo subacqueo più efficiente nel piano orizzontale che nel piano verticale.
Il sistema direttivo subacqueo rappresenta il mezzo con il quale si captano le onde acustiche emesse dai bersagli riducendo, nel contempo, il rumore presente nell'ambiente; tutto ciò allo scopo di localizzare i bersagli stessi.
Compito preminente della base è il ricevere la maggior quantità possibile di energia sonora, proveniente dai bersagli, energia indicata come segnale, riducendo al minimo la ricezione del disturbo   presente nell'ambiente subacqueo.
La riduzione del rumore deve essere fatta prevalentemente a livello acustico perché, una volta tradotte le pressioni acustiche in corrispondenti tensioni elettriche, risulta molto difficile eliminare i disturbi che inquinano il segnale.

### La caratteristica di direttività
La caratteristica di direttività di un sistema acustico subacqueo indica come varia la sensibilità di ricezione con il variare della direzione di provenienza dell'onda sonora.
Se la sensibilità è la massima possibile in una direzione, {\displaystyle \alpha } ad esempio, e diminuisce molto rapidamente con il variare di {\displaystyle \alpha } si dice che la base ricevente ha una buona direttività, cioè presenta una direzione preferenziale d'ascolto.
La direttività di un gruppo di sensori (Idrofoni) ottenuta sommando i contributi di tensione generati dai singoli idrofoni opportunamente ritardati, è governata da leggi matematiche che consentono di calcolare l'andamento della loro somma in funzione di diverse variabili.

### La direttività nel piano verticale

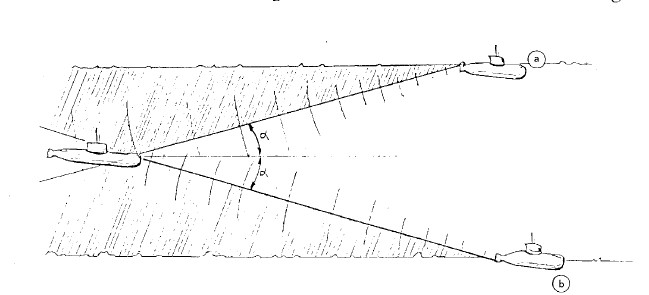
Geometria nel piano verticale di tre semoventi; un sottomarino vede i bersagli secondo gli angoli oltre i quali, nella zona oscurata, riceve soltanto il rumore.

Consideriamo un sottomarino e due bersagli, il primo dotato di sonar e base idrofonica in immersione a {\displaystyle 300\ m} di profondità, con un fondale distante da esso altri {\displaystyle 300\ m}; i bersagli siano posti, uno in superficie, l'altro sul fondo, entrambi alla distanza di {\displaystyle 1000\ m} dal sottomarino, gli angoli {\displaystyle \alpha } formati dalle congiungenti bersagli-sottomarino, con l'asse della base idrofonica, risultano di circa {\displaystyle 18^{\circ }}, per distanze maggiori tra bersaglio e sottomarino gli angoli {\displaystyle \alpha }  diventano ancora più piccoli.
La base idrofonica del sottomarino per ricevere il segnale nel piano verticale utilizza soltanto un angolo di circa {\displaystyle 36^{\circ }}, ({\displaystyle 18^{\circ }} verso l'alto e {\displaystyle 18^{\circ }} verso il basso) la restante parte del piano, oltre i {\displaystyle 36^{\circ }} non serve ai fini della localizzazione.
Di qui l'esigenza di rendere la base sensibile soltanto in un piccolo settore verticale, in modo da evitare che essa capti il disturbo ambiente in quella parte di piano che non interessa la ricezione dei segnali.
Il problema è parzialmente risolvibile utilizzando, come elementi sensibili della base, dei gruppi di idrofoni elementari sistemati in strutture rettilinee verticali dette stecche idrofoniche, con esse si realizzano buoni sistemi direttivi subacquei.

### La direttività nel piano orizzontale

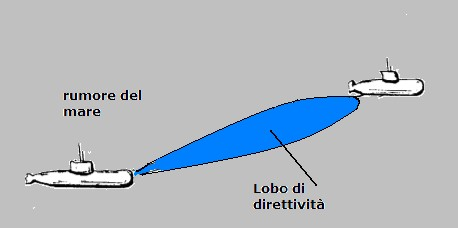
Il lobo di direttività e il rumore

Un sottomarino che si appresti alla scoperta di un bersaglio con il sonar, grazie al sistema direttivo subacqueo, è in grado di individuarlo anche se il rumore presente in mare tende a coprire i segnali acustici emessi dal semovente.
Il sistema direttivo consente la formazione di una sensibilità di ricezione indirizzata nei soli confronti dei segnali del bersaglio in una zona di mare privilegiata nella quale il rumore esterno ad essa viene ridotto d'ampiezza secondo l'andamento della curva caratteristica detta di direttività.
L'andamento delle curve di direttività può essere computato e tracciato o in coordinate cartesiane o coordinate polari.
Le prime sono impiegate nelle fasi di studio dei sistemi direttivi, le seconde sono adatte alle osservazioni di carattere operativo perché rispettano le geometrie sul campo.

Curve di direttività
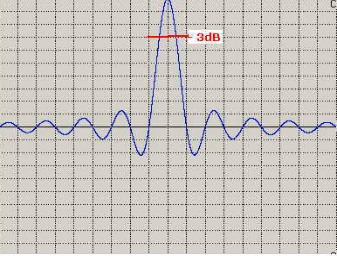
Curva di direttività tracciata in coordinate cartesiane
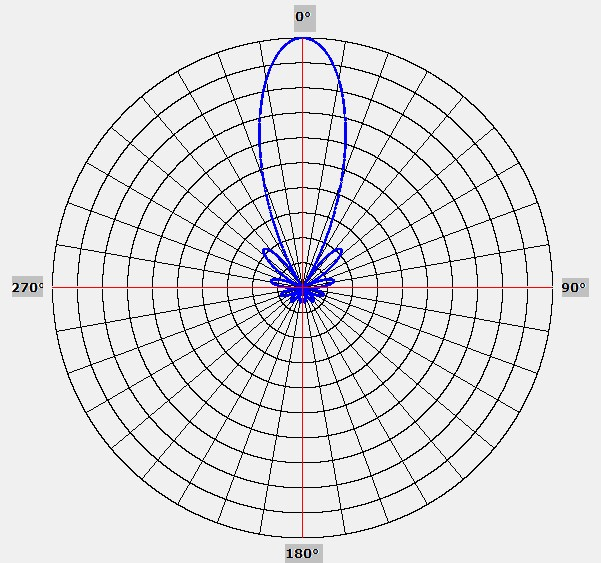
Curva di direttività tracciata in coordinate polari

## Strutture di un sistema direttivo subacqueo
La composizione di un sistema acustico ricevente disposto secondo il profilo dello scafo di un sottomarino è indicato come base conforme.
La disposizione della base conforme nel contesto dell'unità subacquea risulta montata sotto il falso scafo e fissata allo scafo resistente.

La base conforme
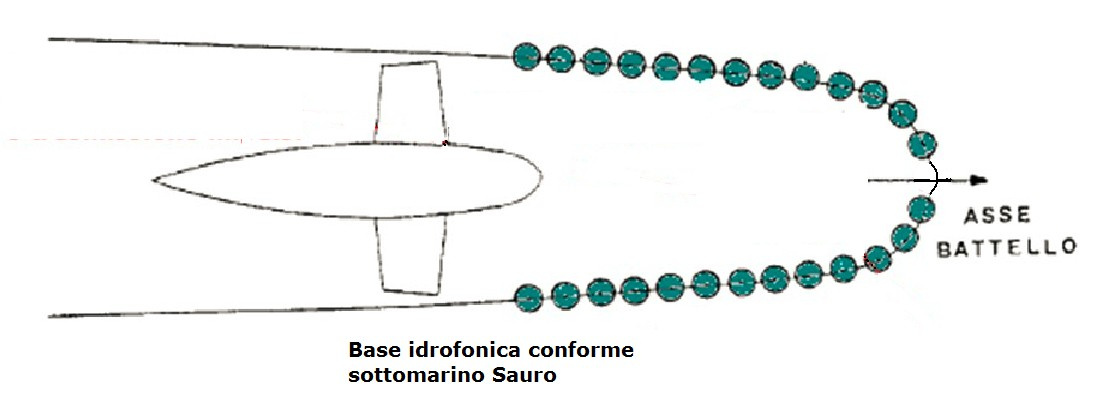
Base conforme vista in pianta[N 8]
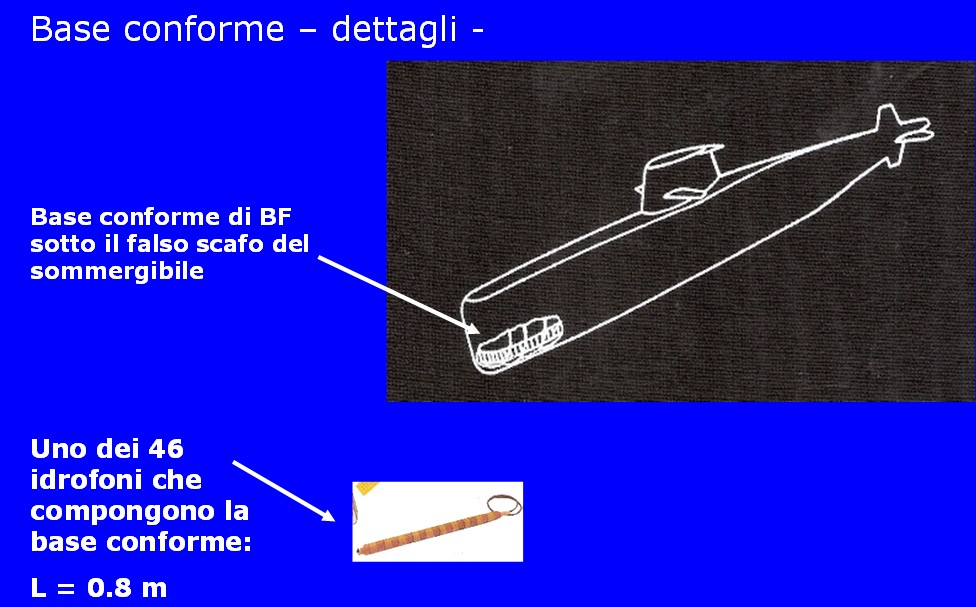
Collocazione base conforme sotto il falso scafo del sottomarino
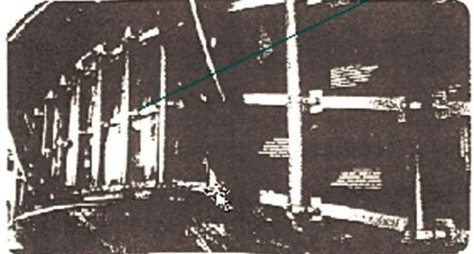
Fotografia di parte della base conforme normalmente coperta dal falso scafo

La base conforme riceve ottimamente le onde acustiche dato che la porzione del falso scafo, che copre le stecche idrofoniche, è trasparente al suono; questa particolare copertura è indicata come finestra acustica.
Lo scafo resistente del sottomarino dove sono fissate le stecche idrofoniche è ricoperto di materiale assorbente al suono che evita i rimbalzi delle onde acustiche da parte dello scafo,  scherma inoltre le stecche per evitare che queste possano ricevere suono dalla parte posteriore del loro schieramento.
In alcuni casi la schermatura risulta insufficiente è la base idrofonica riceve segnali acustici, molto attenuati, anche dal fronte opposto al suo schieramento.
La ricezione di onde acustiche dal retro della base idrofonica, anche se molto attenuate, può portare a rilevamenti ambigui da parte del sonar.

## Direttività e stecche idrofoniche
Quando un sistema direttivo viene colpito dal segnale emesso da un bersaglio la capacità di discriminarlo dal rumore è dipendente dal numero di stecche idrofoniche che lo compongono.
Se il sistema direttivo fosse dotato di sole due stecche la direttività sarebbe praticamente nulla, questo riceverebbe in egual modo il rumore del mare su quasi 180°.
Se si raddoppiassero il numero delle stecche si avrebbe una irrilevante riduzione del rumore.
Per iniziare ad avere un vantaggio del sistema direttivo sul rumore il numero delle stecche deve essere di 16 o più unità.
La direttività non cancella completamente il rumore del mare dato che questo, nella direzione del bersaglio, è sempre presente anche se a basso livello.

Curve polari direttività base acustica
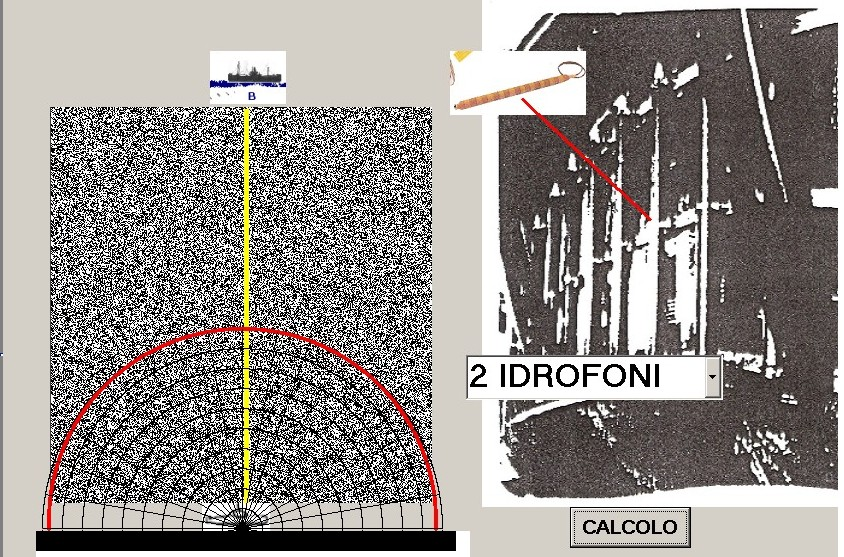
Curva di direttività base acustica con solo 2 idrofoni (andamento indicativo).[N 10]
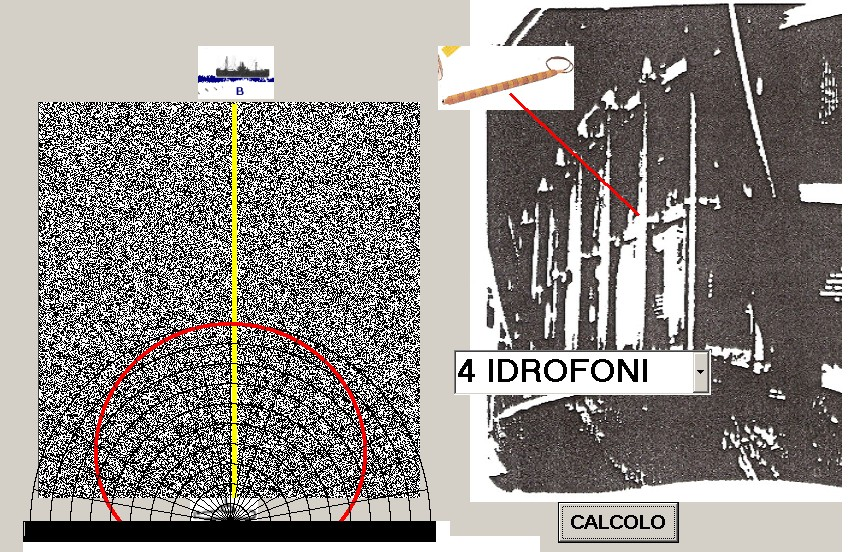
Curva di direttività base acustica con solo 4 idrofoni (andamento indicativo).[N 11]
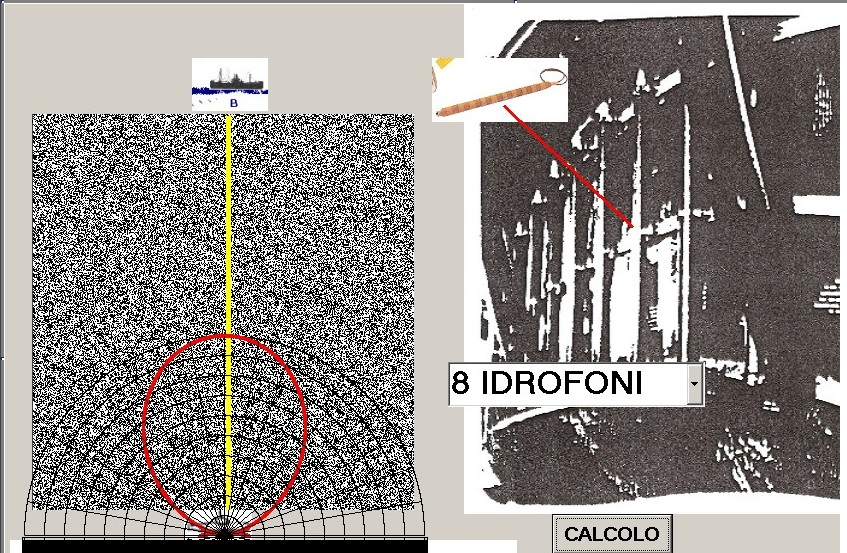
Curva di direttività base acustica con 8 idrofoni (andamento indicativo).[N 12]
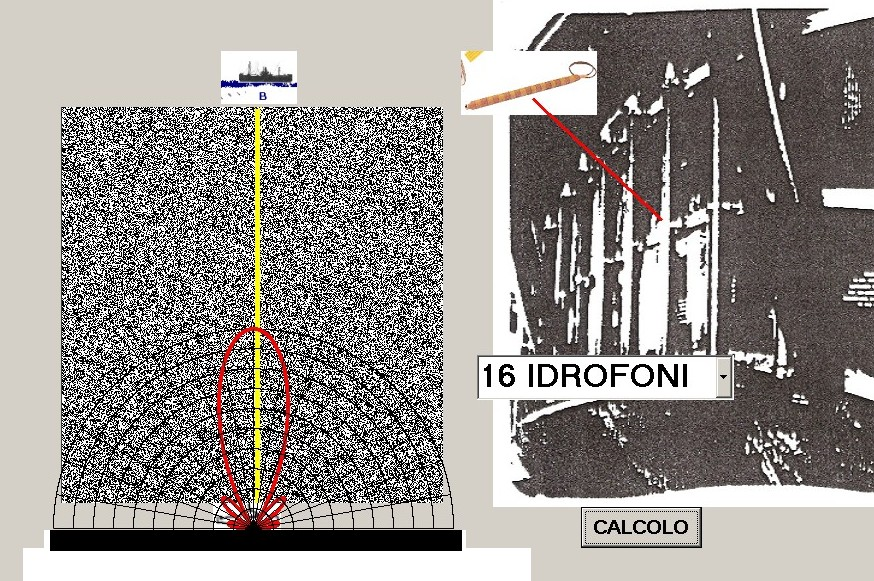
Curva di direttività base acustica con 16 idrofoni (andamento indicativo).[N 13]

I diagrammi di direttività  che definiscono la direttività della base,
sono tracciati nel piano orizzontale.
I grafici rappresentano di fatto una sezione in tale piano.
La direttività del sistema è di fatto è un solido che si sviluppa nello spazio subacqueo.

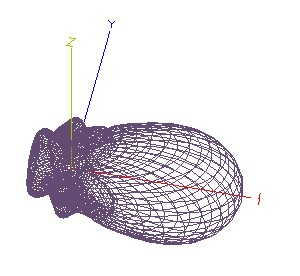
Lobo di direttività in 3D

## Collegamenti interni
Testo in PDF da scaricare liberamente